# Културни јаз
Културни јаз представља било коју систематску разлику између две културе која омета њихове међусобне односе или разумевање. Препреке међусобним односима могу бити разлике у понашању, вредностима, едукацији или обичајима одређених култура. Како су се међународне комуникације, трговина и туризам проширили, под све већим утицајем глобализације, неке од комуникационих и културних подела су се смањиле. Књиге о томе како да се опходимо према културним разликама и како да их будемо свесни покушавају да припреме туристе и пословне људе који стално мењају своју локацију.
Имигранти приликом свог првог доласка у неку државу морају се упознати са новом културом, то јест сличностима и разликама у односу на своју.
Туристи, такође, могу бити суочени са разликама као што су говор тела и начин облачења становника државе коју посећују. Туристички водичи се труде да им на најбољи могући начин објасне такве културне разлике.

## Правна култура
Правна култура је систем закона и правила који су карактеристични за одређени народ, регион, религију или другу друштвену групу. Културни јаз се јавља када се више супротстављених система могу применити у истој ситуацији. Правне творевине као што су уговори или правна лица нису једнаки у свим културама. У неким случајевима, појединци користе тај правни јаз ради остварења сопствене добити.

## Генерацијски јаз
Генерацијски јаз се јавља када се искуства и ставови једне генерације знатно разликују од искустава и ставова других генерација. Светски ратови су знатно допринели стварању генерацијских разлика у многим нацијама. Овај термин је први пут почео масовно да се користи у контрасту генерација „Бејби-бумерса” (рођени у годинама након Другог светског рата) и „Тихе генерације” (њихових родитеља). Култура младих адолесцената и тинејџера који желе сами да створе сопствени идентитет и да покажу да су независни од својих родитеља, често доводи до генерацијских конфликата. Свака генерација ствара своје карактеристике, слободе и стандарде које је чине другачијом од других.

## Однос култура према половима
Статус мушкараца и жена није исти у свим државама на свету. У најстаријим законицима, слободним људима су сматрани само пунолетни мушкарци док се жене нису ни помињале, или су сматране робовима. Кроз историју, како је време одмицало, развојем демократије развијао се и статус жена.
Можемо веома лако закључити да државе које су економски стабилније дају женама већа права. То је донекле и могуће објаснити и оправдати тиме што је „јачи пол” предодређен да, користећи своју снагу, радом обезбеђује храну за своју породицу, па у економски неповољним ситуацијама они представљају важан ресурс.

## Јаз између села и града
Културни јаз између села и града достиже свој врхунац. Градови су толико урбанизовани да човек са села неретко не може да се снађе у њима. Начин живота, ниво образовања и писмености, начин одевања, темпо живота су само неке од карактеристика које стварају јаз између становника исте нације који живе у урбаној, односно руралној средини.

## Јаз образовања
Образовна култура састоји се од различитих знања које људи добијају током живота. Културни јаз се јавља када људи из различитих култура заједно похађају наставу. Различите културе имају другачији однос према предавачу током наставе, а и након ње. Азијски студенти фокусирају се више на књиге и вежбе, за разлику од европских и америчких студената, који су више склони да постављају питања током наставе. Културни јаз у образовању долази због различитих образовних традиција различитих народа.
У Америци и Европи студенти оцењују своје предаваче према њиховим способностима, док то није случај у Азији.
На пример, азијски студенти добијају знања стриктно оријентисана према испиту, док европски и амерички студенти добијају много разноврснија и шира знања.
Различити начини размишљања и анализе ствари чине да ученици разматрају ствари на различите начине. Оба система, западни и источни, имају своје предности и мане, али оба стварају културни јаз.